# Огонёк (Якутия)
Огонёк — упразднённый посёлок городского типа на территории Усть-Майского улуса Республики Саха (Якутии) России.

## География
Располагался на реке Юдома в 50 километрах выше посёлка Югорёнок, на ключе Жар.

## История
Возник в 1940 году как центр добычи россыпного золота на открытом геологом Удотовым месторождении. Основное предприятие посёлка — Прииск «Огонёк», участок «Огонёк» карьера «Юдомский» с 1961 года. Первоначальное название — посёлок Жар, потом переименован в посёлок Огонёк.
В 1962—1963 годах входил в Усть-Майский промышленный район.
В 1961 годах в начался постепенный перевод населения в посёлки Югорёнок, Юр, Бриндакит, Ыныкчан, Посёлок Огонёк административно был закрыт в 1969 году.
В период с 1964 по современное время старатели полностью отработали все россыпи, которые пролегали через посёлок. И он перестал существовать.
Общая масса добытого по ключу Жар и притокам составила за время добычи с 1940 года по 2020 год более 40 тонн.

## Население
| 1959 | 1970 |
| ---- | ---- |
| 814  | ↘155 |